# 浦朋恵
浦 朋恵（うら ともえ、1981年12月3日 - ）は、日本でタレント活動をしているサックス奏者、クラリネット奏者、作曲家、コラムニスト。
「南海サックス人情派」を自称し、レゲエ、ラテン音楽、リズム・アンド・ブルース (R&B) に影響を受けたオリジナル楽曲の作曲・演奏活動を続ける。また、雑誌やテレビで肉料理全般に精通した肉食コラムニストとしても活動している。

## 経歴
岐阜県高山市出身、大阪府大阪市在住。立命館大学卒業。
中学時代にクラリネットに出会う。大学でワールドミュージック系のサークルに参加し、クレズマーやロマ音楽（ジプシー音楽）を演奏するバンドで演奏活動を始める。
その後は活動拠点を大阪へ移し、後期ラリーパパ＆カーネギーママのメンバーとしても活動。2006年から2008年にかけて断続的に渡米し、バリトン・サックスをメイン楽器に持ち替え、レゲエやR&Bに影響を受けたオリジナル楽曲を手掛けるようになる。
2010年にディスクユニオンからソロ・デビュー。オリジナル楽曲を中心とした自身のレコーディングおよびライブ活動、CM音楽制作を続けるほか、EGO-WRAPPIN'、ハナレグミ、ムッシュかまやつ、ビッグ・ジェイ・マクニーリー、カールトン・アンド・ザ・シューズ、リロイ・シブルスらのレコーディングやライブにも参加している。長見順率いる「パンチの効いたオウケストラ」のメンバーでもある。
2012年、大阪市中央区日本橋に自らがオーナーを務めるバー「DIDDLEY BOW」をオープンした。
2013年頃から肉食コラムニスト、タレントとしても活動。京阪神エルマガジン社の雑誌『Meets』に肉食コラムを連載し、関西ローカルの情報番組『ごきげんライフスタイル よ〜いドン!』や『おはよう朝日土曜日です』に出演している。また、全国ネットのバラエティ番組『10匹のコブタちゃん 〜ヤセガマンしないTV〜』や『明石家さんまのコンプレッくすっ杯』 にぽっちゃり系タレントとして出演した。

## ディスコグラフィ

### アルバム
2010年『Rockin' At The 1,000,000 Restaurants（ロッキン・アット・ザ・食堂街）』（ディスクユニオン／マイ・ベスト！）CD／アルバム
2012年『walkin' With Mr.Bimbo』（ディスクユニオン／マイ・ベスト！）CD／アルバム
2013年『Got You On My Mind』（ディスクユニオン／マイ・ベスト！）CD／ミニ・アルバム
2014年『ウラチャンのブンガワンソロ』（ディスクユニオン／マイ・ベスト！）LP／ベスト・アルバム
2015年『ナツメヤシの指』（P-VINE）CD／アルバム

### シングル
2013年「Twilight Time b/w Version」（ディスクユニオン／マイ・ベスト！）シングル
2016年「橋からこっちの話 b/w 魅惑のエキゾチカ」（P-VINE）シングル

## バンド／セッション参加作品
イノウラトモエ
- 2006年『イノウラトモエ』イノウラトモエ（レーベルなし）CD-R
- 2006年『Dukes and Birds』オムニバス（トゥー・ヤング）CD（2曲に参加）
- 2007年『市場迷路』イノウラトモエ（レーベルなし）DVDシングル

キンパ
- 2008年『Our Aurasian Things!』オムニバス（オーラシア／オフノート）CD（1曲に参加）

ラリーパパ＆カーネギーママ
- 2005年『風の丘／黒猫よ、待て！』（ドリームズヴィル）CDシングル
- 2006年『さよなら三角また来て四角／遠い記憶』（シティ・ミュージック）CDシングル
- 2005年『ごあいさつ～高田渡トリビュート盤』オムニバス（MIDI）CD（1曲に参加）

ハナレグミ
- 2013年『だれそかれそ』（ビクターエンタテイメント）CD（1曲に参加）

ハシケン
- 2015年『RERAMAKANI』（スペースシャワーミュージック）CD（1曲に参加）

ハシケン meets 伊藤大地
- 2012年『ミチル』（スペースシャワーミュージック）CD（1曲に参加）

モッチェ永井
- 2015年『モッチェ永井』（Hanx）CD（3曲に参加／1曲楽曲提供）

カンザスシティバンド
- 2015年『DOWN HOME』（オフィスリフメイカー）CD（2曲に参加／1曲楽曲提供）

スキヤキス
- 2016年『ダウンダウン b/w そうじゃない』（こだまレコード）シングル

## 楽曲提供

### CM
- ダイワハウス CM「帰ったら、金爆」篇（2016年） - 楽曲提供・演奏
- 大阪髙島屋「大阪ええもんフェア」館内放送（2016年） - 楽曲提供・演奏
- キユーピー CM「サラダではじまる一日」篇（2017年） - 楽曲提供・演奏

## 出演

### 映画
- TOKYO!（2008年）

### テレビ番組
- 10匹のコブタちゃん 〜ヤセガマンしないTV〜（2013年、フジテレビ）
- 明石家さんまのコンプレッくすっ杯 第3回（2014年5月9日、朝日放送）
- ごきげんライフスタイル よ〜いドン!（関西テレビ） - 本日のオススメ3のコーナーに断続的に出演
- おはよう朝日土曜日です（朝日放送テレビ） - スポット出演
- たむらけんじのぶっちゃ〜けBar（2021年7月19日、eo光テレビ） - 夏グルメ特集出演

### ラジオ番組
- ON THE PLANET（JFN系列） - 木曜深夜（FM大阪制作分）パーソナリティ